# Aydın (Şuhut)
Aydın è un villaggio (in turco köy) della Turchia occidentale, facente parte del comune di Şuhut nell'omonimo distretto, nella provincia di Afyonkarahisar. Dista 7 km da Şuhut e 43 km da Afyonkarahisar.